# 粗树跳蛛
粗树跳蛛（学名：Yllenus robustior）为跳蛛科树跳蛛属的动物。分布于波兰以及中国大陆的新疆、甘肃等地。该物种的模式产地在波兰。